# Henry Weman
Nils Henry Paul Weman, född 19 augusti 1897 i Norra Solberga i Jönköpings län, död 9 maj 1992 i Uppsala, var en svensk kyrkomusiker.

## Biografi
Weman avlade studentexamen 1916 och organistexamen på Musikkonservatoriet i Stockholm 1918. Han tog musiklärar- och kyrkosångexamen 1919 och studerade därefter kontrapunkt för Ernst Ellberg, orkesterdirigering för Olallo Morales och för Felix Weingartner i Wien samt bedrev specialstudier i orgelspelning för Franz Sauer i Salzburg och Franz Schütz i Wien. Han var organist och kördirigent i Gustav Adolfs kyrka i Borås 1921–1927 och domkyrkoorganist i Uppsala 1927–1964 samt kantor där 1943–1964. Dessutom var han lärare i kyrkosång vid Uppsala universitet från 1943, var tillförordnad dirigent i Orphei Drängar 1931–1932, anförde Allmänna Sången 1938–1955 och Uppsala blandade studentkör 1937–1942 och var körledare för Uppsala domkyrkokör 1943–1964. Han var också ledamot av kommittén för 1939 års koralbok. Weman blev ledamot av Kungliga Musikaliska Akademien 1947 och korresponderande ledamot av Kungliga Vitterhets Historie och Antikvitets Akademien 1956.
Han var också tonsättare och finns bland annat representerad i Den svenska psalmboken 1986 med två verk (nr 380 och 418).
Weman var sedan den 7 mars 1931 gift med teologie och filosofie kandidat Birgitta Weman, född Stavenow, som var dotter till Ludvig Stavenow. De var föräldrar till ärkebiskopen Gunnar Weman och prästen och psykoterapeuten Birgitta Lychou, född Weman. Makarna ligger begravda i hennes familjegrav på Uppsala gamla kyrkogård.

## Utmärkelser
- 1955 – Litteris et Artibus
- 1960 – Teologie hedersdoktor vid Uppsala universitet 1960 [9]

## Psalmer
- Fader, du som livet tänder (1986 nr 380)
- Hav och stränder din allmakt formar (1986 nr 418)
- Gläd dig, du helga kristenhet (1937 nr 59) komponerad 1938 och medtagen först i 1964 års koralbokstillägg.
  - Verka, tills natten kommer (b-melodi 1964!)